# Listrac de Medòc
Listrac de Medòc (en francès Listrac-Médoc) és un municipi francès situat al departament de la Gironda i a la regió de la Nova Aquitània.
| 1962                                       | 1968  | 1975  | 1982  | 1990  | 1999  | 2015 |
| ------------------------------------------ | ----- | ----- | ----- | ----- | ----- | ---- |
| 1.284                                      | 1.328 | 1.319 | 1.521 | 1.821 | 1.854 | 2689 |
| Des de 1962: població sense dobles comptes |       |       |       |       |       |      |

Batlles
- 2001-2014: Michel Priollaud, UMP
- 2014-2015: Christian Thomas